# Daniel Rudisha
Pour les articles homonymes, voir Rudisha.
Daniel Rudisha (né le 11 août 1945 à Kilgoris (province de la vallée du Rift) et mort le 6 mars 2019 à Nakuru) est un athlète kenyan qui courait surtout sur 400 m.

## Biographie
Daniel Rudisha a participé aux Jeux olympiques d'été de 1968 mais ne s'est pas qualifié pour la finale. En relais 4 × 400 m, il a en revanche remporté l'argent.

### Famille
Daniel Rudisha est le père de David Rudisha, coureur de 800 m en activité.

## Palmarès

### Jeux olympiques d'été
- Jeux olympiques d'été de 1968 à Mexico ( Mexique)
  - éliminé en demi-finale sur 400 m
  -  Médaille d'argent en relais 4 × 400 m.

### Jeux du Commonwealth
- Jeux du Commonwealth de 1966 à Kingston ( Jamaïque)
  - 4e sur 440 yards.